# Třída Allen M. Sumner
Třída Allen M. Sumner byla třída torpédoborců námořnictva Spojených států amerických. Třída využívala trup se strojním vybavením torpédoborců třídy Fletcher, hlavní výzbroj ale byla soustředěna do nových dvoudělových věží. Celkem bylo postaveno 58 jednotek této třídy a dalších 12 bylo postaveno v podobě rychlých minonosek. Vložením trupové sekce s dalšími palivovými nádržemi vznikla třída Gearing.
Torpédoborce třídy Allen M. Sumner se stihly zapojit do druhé světové války, ve které byly čtyři jednotky ztraceny. Díky poválečnému modernizačnímu programu FRAM (Fleet Rehabilitation And Modernization program) ovšem zůstaly aktivní hluboko do éry studené války. Po modernizaci přitom bylo jejich hlavním úkolem ničení ponorek. Po vyřazení z amerického námořnictva byly mnohé z nich prodány řadě zahraničních uživatelů, včetně Řecka, Argentiny či Čínské republiky. Torpédoborce USS Laffey a USS Taussig byly zachovány jako muzea.

## Stavba

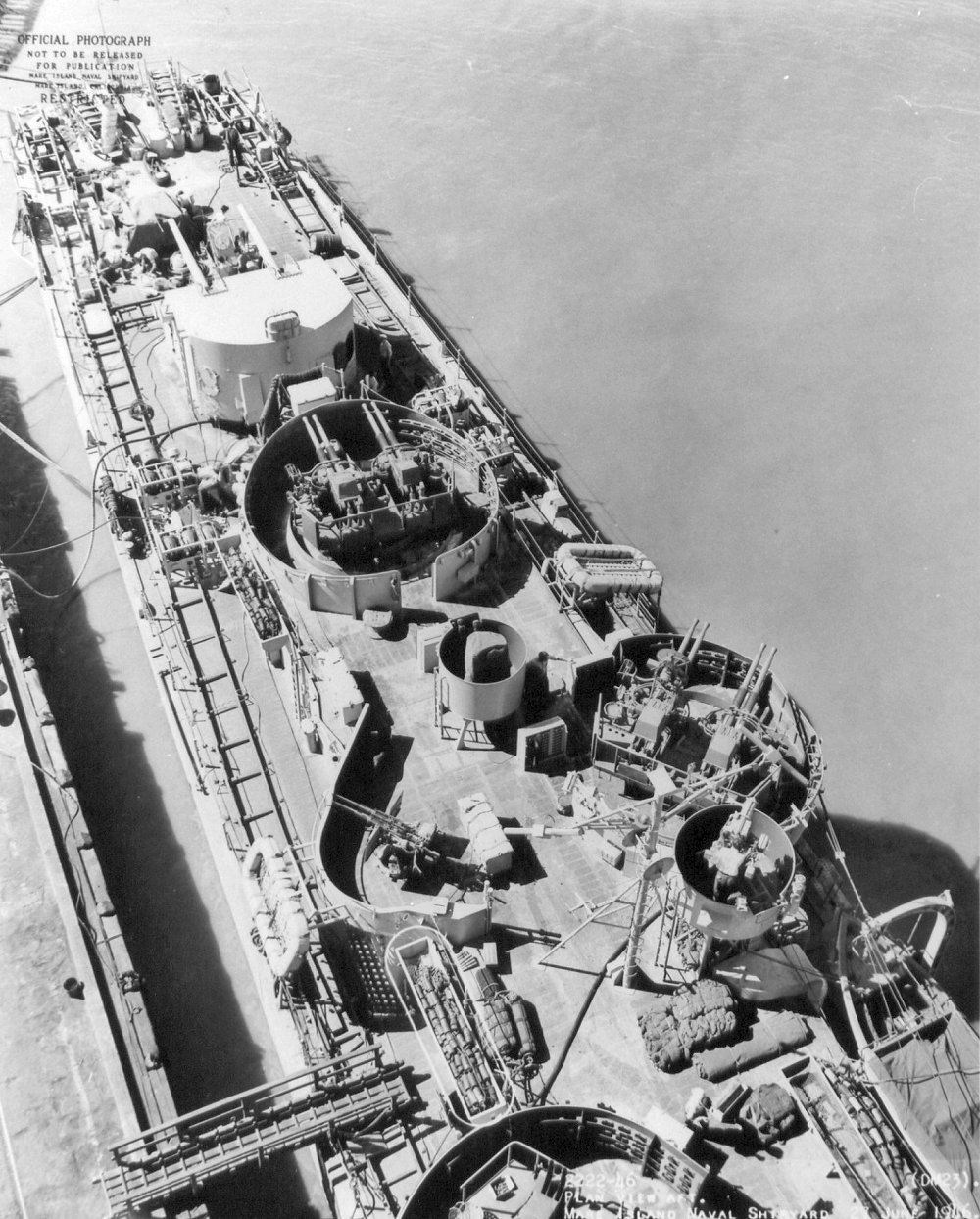
Detail zádě torpédoborce USS Robert H. Smith

Kýl první jednotky Allen M. Sumner byl založen 24. května 1943, dva týdny po poslední jednotce třídy Fletcher. Ze 69 objednaných torpédoborců této třídy jich bylo postaveno 58, z toho 55 ještě před koncem druhé světové války. Do aktivní služby vstupovaly v letech 1944–1945. Na jejich stavbě se podílelo šest loděnic. Dalších 12 jednotek bylo dokončeno v podobě rychlých minonosek (neměly torpédomety, zato mohly nést 120 min).

## Konstrukce

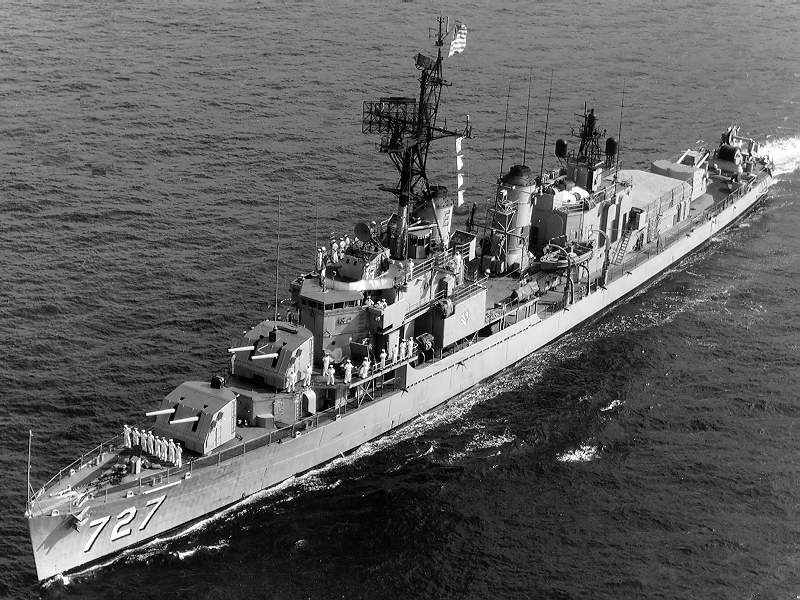
USS De Haven po modernizaci FRAM II

Tato třída využívala trup torpédoborců předcházející třídy Fletcher. Jedinou modifikací bylo jeho mírné rozšíření a zdvojená kormidla. Hlavní výzbroj tvořilo šest 127mm kanónů umístěných ve třech dělových věžích. Toto nové řešení výrazně většovalo palebnou sílu lodí, zejména směrem vpřed. Sekundární ráži představovaly 20 a 40mm protiletadlové kanóny. K boji proti hladinovým lodím protivníka rovněž nesly dva pětihlavňové 533mm torpédomety. Pohonný systém tvořily čtyři kotle Babcock & Wilcox a dvě turbíny. Nejvyšší rychlost dosahovala 37 uzlů.

## Modernizace FRAM

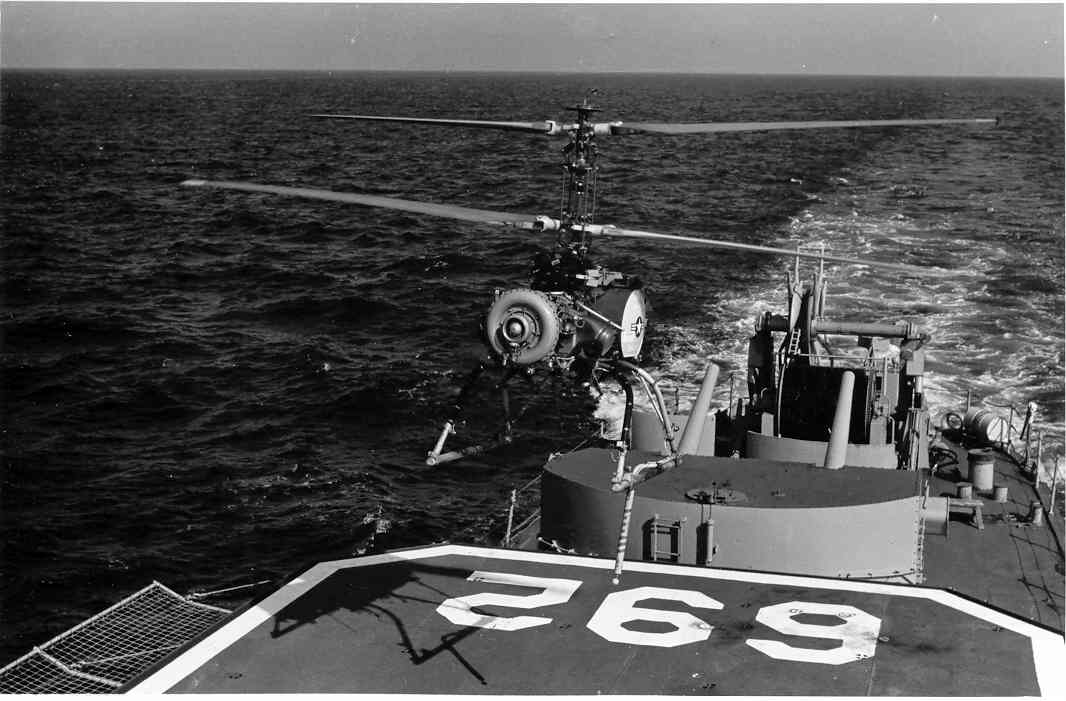
Dálkově řízený protiponorkový vrtulník DASH

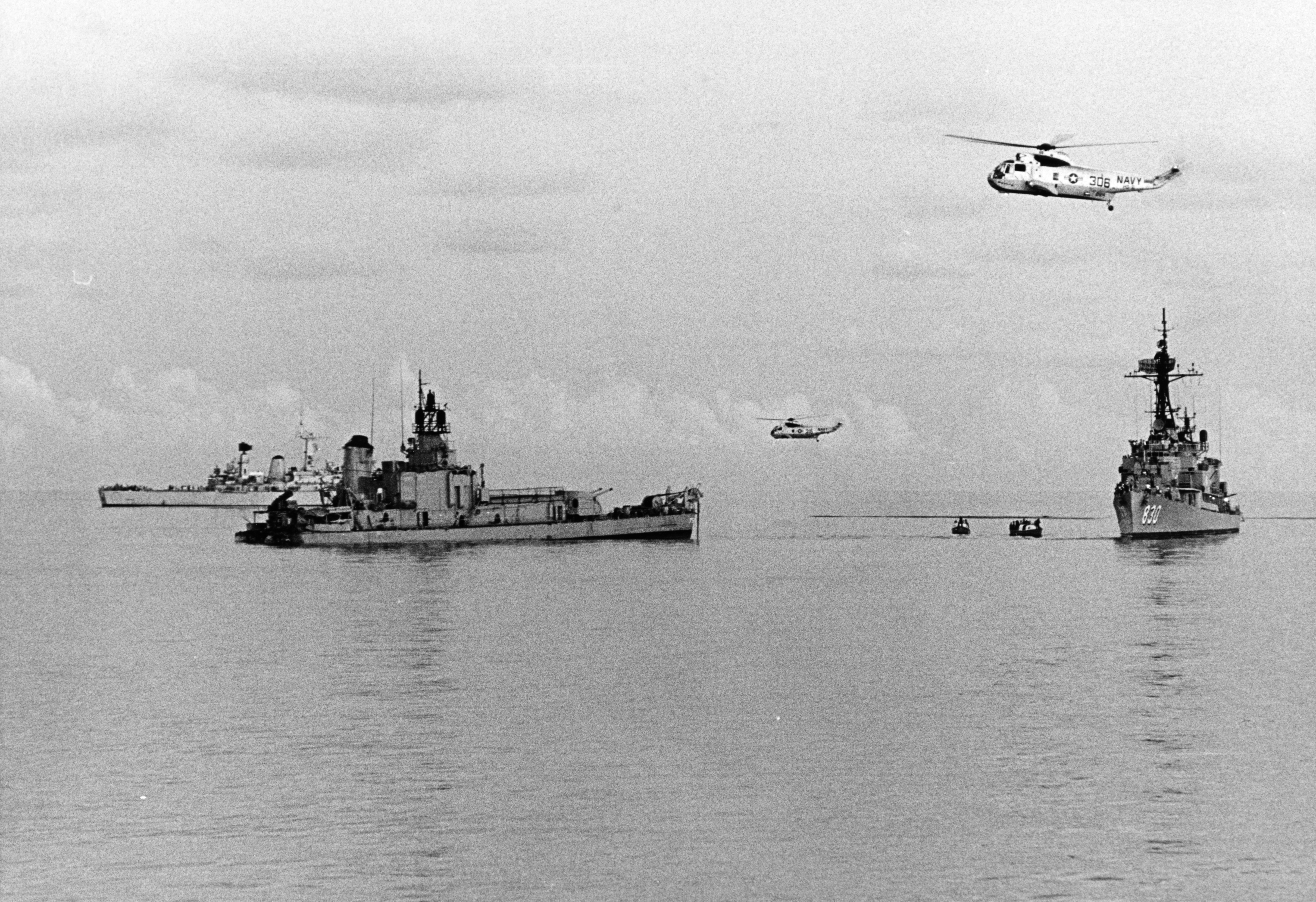
Záď torpédoborce USS Frank E. Evans po srážce s australskou letadlovou lodí HMAS Melbourne

Celkem 33 torpédoborců třídy Allen M. Sumner bylo zařazeno do rozsáhlého modernizačního programu FRAM, který měl prodloužit životnost druhoválečných válečných lodí jejich přeměnou na účinná protiponorková plavidla. Americké námořnictvo tak reagovalo na stavbu velkého množství sovětských ponorek a vlastní omezené finanční prostředky, směřované přednostně například do stavby letadlových lodí.
Primárně pro torpédoborce třídy Allen M. Sumner byla určena modernizace FRAM II, která byla menšího rozsahu než tomu bylo u varianty FRAM I. V této verzi byl přestavěn můstek, instalovány nové radary a sonar SQS-4. Rovněž výzbroj se proměnila. Zachovány byly tři věže se 127mm kanóny, které doplňovaly dva vrhače hlubinných pum Hedgehog, dva 533mm torpédomety a dva trojhlavňové 324mm protiponorkové torpédomety. Na zádi byla rovněž zřízena plošina pro dálkově ovládaný protiponorkový vrtulník Gyrodyne QH-50 DASH. Rychlost poklesla na 32 uzlů.

## Operační nasazení
Torpédoborce této třídy operovaly v druhé světové válce, korejské válce, vietnamské válce a podílely se též na blokádě Kuby. V druhé světové válce přitom byly ztraceny čtyři jednotky. Meredith se potopil na mině při podpoře invaze do Normandie, Cooper potopilo japonské torpédo, zatímco Mannert L. Abele a Drexler potopila japonská kamikaze u Okinawy.
USS Frank E. Evans se potopil v roce 1969 poté, co ho při kolizi rozpůlila australská letadlová loď HMAS Melbourne. Stejná loď přitom paradoxně stejným způsobem jen o pět let dříve potopila rovněž australský torpédoborec HMAS Voyager.

## Zahraniční uživatelé

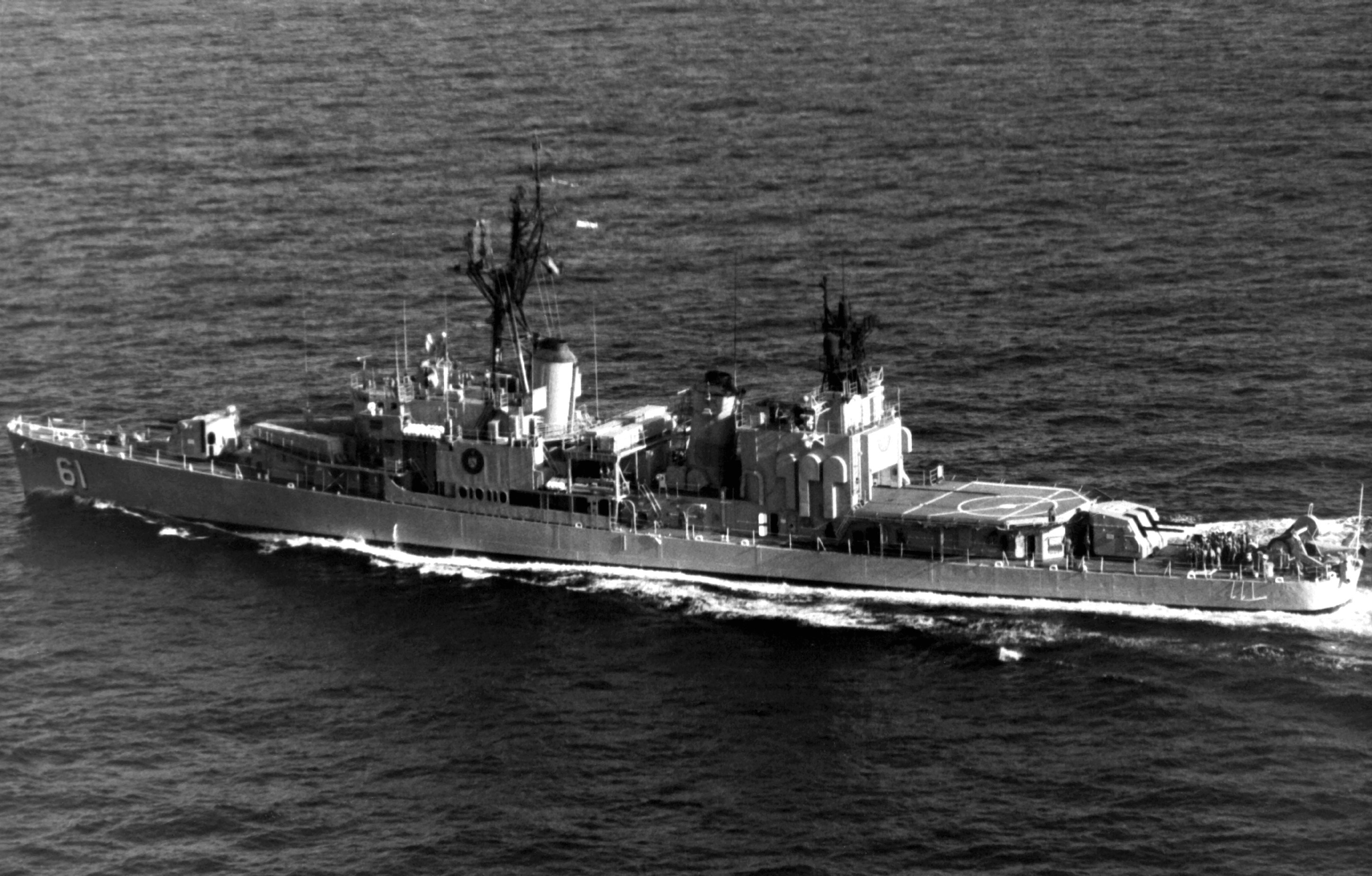
USS Zellars v 70. letech již jako íránský Babr (D61)

- Čínská republika (12)
- Brazílie (5)
- Argentina (4)
- Chile (2)
- Írán (2)
- Kolumbie (2)
- Korejská republika (2)
- Venezuela (2)
- Turecko (1)
- Řecko (1)